# Niesky
Niesky (in sorbo Niska) è una città tedesca situata nel Land della Sassonia. Fa parte del circondario di Görlitz. Fino al 1º agosto 2008 era il capoluogo dell'ex circondario della Bassa Slesia-Alta Lusazia.
Niesky si fregia del titolo di "Grande città circondariale" (Große Kreisstadt).